# Sayed Nosseir

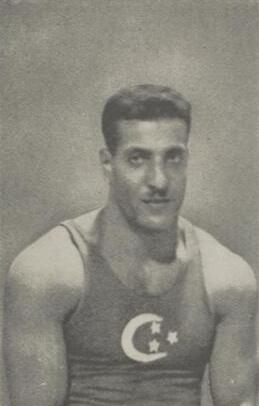
El-Sayed Nosseir (1928)

El Sayed Mohammed Nosseir (arabisch السيد محمد نصير, DMG as-Saiyid Muḥammad Nuṣair; * 31. August 1905 in Tanta, Ägypten; † 28. November 1974 in Kairo) war ein ägyptischer Gewichtheber.

## Werdegang
Mohammed wuchs in Tanta als Sohn einer Bauernfamilie auf. Bei der Arbeit gewann er die Kraft, die er später als Gewichtheber brauchen konnte. Zunächst turnte er jedoch in der Tanta Secondary School, ehe er mit 16 Jahren zum Gewichtheben kam, beeinflusst vom besten damaligen Gewichtheber Ägyptens Abdel-Hakim Bik El Misri. Dann wechselte er zum Ahli Club Kairo, wo er unter Trainer Mohamed Bassiouni rasche Fortschritte machte und 1928 in Amsterdam Olympiasieger wurde. 1930 und 1931 hielt er sich auf Einladung europäischer Gewichtheber-Verbände jeweils für längere Zeit in Europa auf und zeigte bei vielen Veranstaltungen hervorragende Leistungen. Als Gast startete er auch bei den Europameisterschaften 1930 und 1931.
Überraschenderweise entsandte Ägypten 1932 keine Gewichtheber zu den Olympischen Spielen in Los Angeles. Nosseir beendete daraufhin seine aktive Zeit und wurde Trainer. Seine hervorragende Arbeit zeigte sich dann bei den Olympischen Spielen 1936 und 1948, wo seine Schützlinge Mohamed Mesbah, Khadr Sayed El Touni, Ibrahim Shams und Mahmoud Fayad Olympiasieger werden konnten. Später machte er sich als Funktionär im internationalen Gewichtheberverband einen Namen.

## Internationale Erfolge
(OS = Olympische Spiele, EM = Europameisterschaft, OD = olympischer Dreikampf, HS = Halbschwergewicht, S = Schwergewicht)
- Goldmedaille Olympische Sommerspiele 1928, OD, HS, mit 355 kg
- 1. Platz Europameisterschaft 1930 in München, OD, S, mit 375 kg,
- 1. Platz Europameisterschaft 1931 in Luxemburg, OS, S, mit 395 kg (110-120-165)

## Weltrekorde
Im beidarmigen Reißen:
- 1928 in Amsterdam, 112,5 kg, HS,
- 1929 in Alexandria, 115 kg, HS,
- 1929 in Alexandria, 116 kg, HS,
- 1932 in Kairo, 127,5 kg, S

Im beidarmigen Stoßen:
- 1929 in Alexandria, 148 kg, HS,
- 1930 in Alexandria, 162,5 kg, S,
- 1931 in Kairo, 165,5 kg, S,
- 1931 in Luxemburg, 167 kg, S